# Veneziani (azienda)
Veneziani S.p.A. Vernici Marine ed Industriali è una società italiana che opera nel settore chimico, essendo attiva nella produzione di pitture protettive e di polimeri per la creazione di vernici.

## Storia
La società nasce nel 1970 dalla fusione tra Fabbrica Vernici e Intonaci Sottomarini Gioachino Veneziani S.A. e Zonca Industrie Chimiche S.A..
- Fabbrica Vernici e Intonaci Sottomarini Gioachino Veneziani S.A. viene fondata a Trieste nel 1863 da Giuseppe Moravia che ne affida la gestione alla figlia Olga Moravia ed al genero Gioachino Veneziani per la produzione e la commercializzazione della Vernice Moravia, prodotto sottomarino per le carene delle navi per evitare la proliferazione di alghe ed altri vegetali e realizzato con una formula a lungo segreta.[1]

I suoi prodotti riscuotono successo presso diverse marine militari, su tutte quella inglese. Nel 1903 viene aperto il primo stabilimento all'estero: a Charlton, un quartiere di Londra.
- Zonca Industrie Chimiche S.A. nasce a Venezia nel 1875 ad opera di Gaudenzio della Zonca[2].

### Fusione e divisione
Nel 1970 avviene la fusione tra queste due aziende, dando vita a Veneziani Zonca Vernici S.p.A. che nel 1975 entrò a far parte di Montedison: il business viene ampliato anche alle vernici che trovano applicazione nel settore edile.
Nel 1980 la società viene ceduta a Maxfin. Nel 1991 il ramo d'azienda Marine coating è acquisito da Courtaulds.
Nel 1993 è rilevata da "MAC" (gruppo Sandoz) che nel 2001 entra a far parte del gruppo tedesco Degussa.
Dopo una breve parentesi che ha visto il marchio Veneziani affittato alle società Chemval e "SCR", nel 2006 è stata acquistata da una cordata italiana guidata da Fabio Valentin. Nel 2007 erano occupati 145 dipendenti per un fatturato di 56 milioni di euro. Nel 2011, anno in cui sono stati collocati in mobilità una settantina di dipendenti degli stabilimenti di Castelnuovo Bocca d'Adda (Lodi) e Garbagnate Milanese (Milano), dopo essere entrata in concordato preventivo, la linea Protective coating è finita in mano al Colorificio Zetagì, società di Olmo di Creazzo (Vicenza) controllata al 100% dal fondo di private equity "Apep" (ex "Arner Private Equity Partnership").

### Al gruppo Kusto
Nel marzo 2019 il colorificio Zetagi-Veneziani è acquisito dal gruppo israeliano Tambour, specializzato in vernici speciali per i settori aeronautico, navale, edilizio e trasporti, a sua volta controllato dal gruppo Kusto, creato all'epoca del crollo dell'impero sovietico dal kazako YerKin Tetisher e diventato nel tempo una conglomerata con sede a Singapore.

## Curiosità
- Lo scrittore Italo Svevo ha lavorato presso "Fabbrica Vernici e Intonaci Sottomarini Gioachino Veneziani S.A.", in quanto genero di Gioachino Veneziani, come direttore della filiale della Veneziani di Charlton, a Londra.[10]
- Il padre dello scrittore italiano Eugenio Montale era uno dei proprietari dell'azienda "G. G. Montale & C.", una delle fornitrici della Veneziani S.A.